# Rosemary Kirstein
Rosemary Kirstein (* 1953 in Leominster, Massachusetts) ist eine US-amerikanische Science-Fiction-Autorin.

## Leben und Werk
Kirstein wurde in Leominster (Massachusetts) als Tochter deutscher Einwanderer geboren. Sie wuchs in Connecticut auf und studierte Musikerziehung an der Central Connecticut State University.
Sie arbeitete unter anderem als Sängerin und Programmiererin.
Sie hat vier Romane der Reihe „Die Expedition der Steuerfrau“ (The Steerswoman) geschrieben. Kirstein lebt in Connecticut, nahe Springfield in Massachusetts.

## Publikationen
- Das magische Juwel. Bastei-Lübbe, Bergisch Gladbach 2005, ISBN 978-3-404-20518-9 (Originaltitel: The Steerswoman. 1989.).
- Das Geheimnis des Saumländers. Bastei-Lübbe, Bergisch Gladbach 2006, ISBN 978-3-404-20527-1 (Originaltitel: The Outskirter's Secret. 1992.).
- Der verschwiegene Steuermann. Bastei-Lübbe, Bergisch Gladbach 2006, ISBN 978-3-404-20535-6 (Originaltitel: The Lost Steersman. 2003.).
- Die Sprache der Macht. Bastei-Lübbe, Bergisch Gladbach 2006, ISBN 978-3-404-20556-1 (Originaltitel: The Language of Power. 2004.).